# Marco Júnio Máximo
Marco Júnio Máximo (em latim: Marius Iunius Maximus) foi um oficial romano do século III, ativo no reinado do imperador Diocleciano (r. 284–305). 

## Vida
Máximo era provavelmente descendente de Marco Júnio Máximo e talvez era pai de Júnio Prisciliano Máximo. Em data incerta, antes de 286, foi cônsul sufecto. Entre 286 e 287 foi prefeito urbano de Roma e em 286 foi cônsul anterior com Vécio Aquilino.